# Ferry I van Vaudémont
Ferry I van Vaudémont (1368 - Azincourt, 25 oktober 1415) was van 1393 tot aan zijn dood graaf van Vaudémont en heer van Joinville. Hij behoorde tot het huis Lotharingen.

## Levensloop
Ferry I was de tweede zoon van hertog Jan I van Lotharingen en Sophia van Württemberg, dochter van graaf Everhard II. Na het overlijden van zijn vader erfde hij in 1390 de heerlijkheden Rumigny, Martigny, Aubenton en Boves. In 1393 huwde hij met gravin Margaretha van Vaudémont (1354-1418), waardoor hij eveneens graaf van Vaudémont en heer van Joinville werd. Ze kregen drie kinderen:
- Elisabeth (1397-1456), huwde in 1412 met vorst Filips I van Nassau-Weilburg
- Anton (1400-1458), graaf van Vaudémont en heer van Joinville
- Margaretha, huwde met heer Theobald II van Blamont

In 1400 streed hij aan de zijde van zijn broer Karel II van Lotharingen tegen de bisschop van Toul. In de Franse Burgeroorlog koos hij partij voor de Bourguignons tegen hertog Lodewijk I van Orléans. Tevens was hij raadgever van koning Karel VI van Frankrijk en deed hij in 1409 een pelgrimsreis naar Palestina.
In oktober 1415 sneuvelde Ferry bij de Slag bij Azincourt. Zijn achterkleinzoon René II werd in 1473 hertog van Lotharingen. 

## Voorouders
| Voorouders van Ferry I van Lotharingen | Voorouders van Ferry I van Lotharingen                                         | Voorouders van Ferry I van Lotharingen                                         | Voorouders van Ferry I van Lotharingen                                      | Voorouders van Ferry I van Lotharingen                                      | Voorouders van Ferry I van Lotharingen                                                          | Voorouders van Ferry I van Lotharingen                                                          | Voorouders van Ferry I van Lotharingen                                                          | Voorouders van Ferry I van Lotharingen                                                          |
| -------------------------------------- | ------------------------------------------------------------------------------ | ------------------------------------------------------------------------------ | --------------------------------------------------------------------------- | --------------------------------------------------------------------------- | ----------------------------------------------------------------------------------------------- | ----------------------------------------------------------------------------------------------- | ----------------------------------------------------------------------------------------------- | ----------------------------------------------------------------------------------------------- |
| Overgrootouders                        | Ferry IV van Lotharingen (1282-1328) ∞ 1302 Elisabeth van Habsburg (1285-1352) | Ferry IV van Lotharingen (1282-1328) ∞ 1302 Elisabeth van Habsburg (1285-1352) | Guy I van Blois-Châtillon (-1342) ∞ Margaretha van Valois (1295-1342)       | Guy I van Blois-Châtillon (-1342) ∞ Margaretha van Valois (1295-1342)       | Ulrich III van Württemberg (1291-1344) ∞ Sophie van Pfirt (-)                                   | Ulrich III van Württemberg (1291-1344) ∞ Sophie van Pfirt (-)                                   | Heinrich VIII van Henneberg-Schleusingen (-) ∞ ? (-)                                            | Heinrich VIII van Henneberg-Schleusingen (-) ∞ ? (-)                                            |
| Grootouders                            | Rudolf van Lotharingen (1320-1346) ∞ 1334 Marie van Blois (1323-1363)          | Rudolf van Lotharingen (1320-1346) ∞ 1334 Marie van Blois (1323-1363)          | Rudolf van Lotharingen (1320-1346) ∞ 1334 Marie van Blois (1323-1363)       | Rudolf van Lotharingen (1320-1346) ∞ 1334 Marie van Blois (1323-1363)       | Everhard II van Württemberg (1315-1392) ∞ 1342 Elisabeth van Henneberg-Schleusingen (1319-1389) | Everhard II van Württemberg (1315-1392) ∞ 1342 Elisabeth van Henneberg-Schleusingen (1319-1389) | Everhard II van Württemberg (1315-1392) ∞ 1342 Elisabeth van Henneberg-Schleusingen (1319-1389) | Everhard II van Württemberg (1315-1392) ∞ 1342 Elisabeth van Henneberg-Schleusingen (1319-1389) |
| Ouders                                 | Jan I van Lotharingen (1346-1390) ∞ 1361 Sophia van Württemburg (1343-1369)    | Jan I van Lotharingen (1346-1390) ∞ 1361 Sophia van Württemburg (1343-1369)    | Jan I van Lotharingen (1346-1390) ∞ 1361 Sophia van Württemburg (1343-1369) | Jan I van Lotharingen (1346-1390) ∞ 1361 Sophia van Württemburg (1343-1369) | Jan I van Lotharingen (1346-1390) ∞ 1361 Sophia van Württemburg (1343-1369)                     | Jan I van Lotharingen (1346-1390) ∞ 1361 Sophia van Württemburg (1343-1369)                     | Jan I van Lotharingen (1346-1390) ∞ 1361 Sophia van Württemburg (1343-1369)                     | Jan I van Lotharingen (1346-1390) ∞ 1361 Sophia van Württemburg (1343-1369)                     |